# 互聯網操縱
互聯網操縱（英語：Internet manipulation），是商業、社交或政治領域中，數字技術被廣泛應用於實現特定目的，例如社交媒體演算法和自動腳本的使用。操縱公眾輿論、分化公民 、壓制持不同政見者、傷害企業或政治對手以及提高個人或品牌聲譽等目的，常常使用各種數字技術，如社交媒體演算法和自動腳本。報導指出，黑客、受僱的專業人士和普通公民都使用軟體進行互聯網操縱。這種操縱通常使用網路機器人，如社交機器人、投票機器人和點擊機器人等。
認知黑客是指旨在透過網絡攻擊來改變用戶的認知以及相應行為的活動。
互聯網操縱有時也用於描述選擇性互聯網審查或違反網絡中立性的行為。

## 問題
- 行為操縱：假新聞、虛假訊息和人工智慧可以在意識之外暗中影響行為。這種影響方式與影響認知信念的方法不同，因為它們能夠悄悄地運作，難以被察覺。這種暗中的操作可以改變人們的看法、態度和行為，而他們可能不會意識到自己受到了外部因素的影響[10]。

- 高激動情緒的病毒性傳播：已經發現，含有高度喚醒情緒的內容（如敬畏、憤怒、焦慮或隱藏的性意義）更容易在社交媒體上傳播。這樣的內容往往包含令人驚訝、有趣或有用的元素，這些元素會吸引人們的注意[11]。

- 簡單勝於複雜：提供簡單解釋並將其永久化的做法可能被用於在線操縱複雜情況。與復雜、細緻入微的解釋和訊息相比，這種簡化的訊息通常更容易讓人相信，並且在充分調查之前就開始傳播，具有更高的傳播力[12]。

- 同儕影響：先前對網絡內容（英语：Web content）的集體評級會影響一個人對其的看法。根據2015年的研究，網絡環境中一件藝術品的感知美會因為外部影響而發生變化，因為聯盟評級受到意見和可信度的操縱。研究要求參與實驗的人評估一件藝術品[13] 。此外，在Reddit上，人們發現最初獲得一些反對票或贊成票的內容通常會繼續獲得更多的負面票數，反之亦然。Reddit的用戶和管理員將這種現象稱為「潮流/滾雪球投票」[14]。

- 同溫層：迴聲室效應和過濾氣泡可能由網站管理員或版主以排斥不同觀點的方式創造，也可以通過建立特定規則或由網路社群或互聯網「部落」的典型成員觀點來形成。

- 確認偏誤和操控的盛行程度：假新聞不需要深入閱讀，僅通過標題和聲音片段（英语：Sound bite）就能對數量和情感產生影響。[來源請求]通過有選擇性地放大、刺激或模擬特定觀點、觀點、問題以及人們明顯的流行度[15]。

- 資訊時效性和無法更正性：澄清、陰謀破滅和假新聞曝光通常在大部分受眾尚未意識到已造成損害和/或相關錯誤信息時才出現[16][需要較佳来源]。

- 心理定位：社交媒體活動和其他數據可用於分析人的性格，並預測他們的行為和偏好[17][18]。邁克爾·科辛斯基（英语：Michal Kosinski）博士開發了這樣一個程序[17]。這可以用於定制適合個人心理的媒體或信息，例如通過Facebook。據報導，這在唐納德·特朗普的勝選中可能發揮了重要作用[17][19]。